# Мирослав Симић
Мирослав Симић (Београд, 4. април 1924 — Милтон Кинс, 30. август 2020) био је југословенски научни радник, комунистички активиста и један од оснивача имунологије у Југославији, оснивач Фондације Мирослава Мирка Симића за усавршавање младих имунолога, дописни члан САНУ на Oдељењу медицинских наука. 

## Биографија
Мирослав Симић рођен је 4. априла. 1924. у Београду. По сопственим речима је, сасвим случајно, уписан у извод из матичне књиге рођених као Србин, иако се никада таквим није осећао и увек је говорио да је Југословен. У Београду је његова мајка Хермина, Чехиња из околине Прага, морала да прекине пут јер је морала да се породи. Хермина је путовала из Прага, где је управо промовисана у доктора медицине на Карловом универзитету. Отпутовала је у Гњилане где је радио њен супруг лекар Милутин, Србин из околине Будимпеште у Мађарској који се такође школовао на Карловом универзитету. Основну школу и гимназију „Краљ Александар“ коју је уписао 1934. године похађао је у Новом Саду. Од 1938. активан је члан СКОЈ-а и потпредседник прокомунистички оријентисаног књижевног друштва „Вук Караџић“ 2. мушке гимназије. Због „књижевног прилога” у виду летка под насловом „Руке у Русију!“, који му је, док га је уређивао на часу латинског, из руку отео професор умало је искључен из гимназије. Од 2. октобра 1941. до 29. априла 1945. био је био затворен у мађарским затворима и казаматима, да би на крају завршио у концентрационом логору Дахау. После ослобођења из Дахауа, 29. априла 1945. године, Мирко се вратио у Нови Сад где је завршио гимназију на „Курсу за ратне инвалиде“ и дипломирао новембра 1945. Од децембра 1945. до јануара 1948. радио је као помоћник аташеа за штампу у Паризу, што је у ствари било само параван за његове стварне активности као обавештајца ОЗНА. Студирао је медицину од 1950. до јануара 1957. године, када је као један од најбољих студената своје генерације стекао звање доктора медицине са просечном оценом 9,91, за шта је добио новчану награду.
Био је професор на Природно-математичком и Медицинском факултету Универзитета у Београду. Остварио је  веома запажена достигнића у области имунологије.
За дописног члана Одељења медицинских наука САНУ изабран је 1983. године. Међутим, 1995. је поднео захтев да буде разрешен чланства због неслагања са ставовима изнетим у Меморандуму САНУ. Симић је своје последње предавање посвећено имунологији, на позив Српског имунолошког друштва, одржао под називом: „Како је Дарвин помогао имунологији“ априла 2009. године у Београду. Том приликом му је уручена и повеља доживотног почасног председника Друштва имунолога Србије. 
Од 1991 је живео у граду Милтон Кинс, у Великој Британији где је и умро 30. августа 2020. године.

## Чланство у стручним удружењима
Држао је чланство у наредним стручним удружењима:
1. Друштво имунолога Србије (председник)
2. Српско лекарско друштво (секција за алергологију и клиничку имунологију)
3. Савез имунолошких друштава Југославије
4. Међународна унија имунолошких друштава

Проф. др Симић је био члан редакционог одбора часописа International Journal of Immunopathology and Immunopharmacology и члан више одбора који се баве медицинским наукама.

## Одбори
Држао је чланство у наредним одборима:
1. Одбор за праћење развоја медицинских наука у Србији
2. Међуодељенски одбор за биомедицинска истраживања
3. Међуодељенски одбор за сиду
4. МА одбор за алергологију и клиничку имунологију
5. МА одбор за биолошке препарате

## Награде и признања
1. Октобарска награда Београда, 1964.
2. Орден заслуга за народ са сребрном звездом

Такође, добитник је бројних плакета и захвалница и других награда.